# Vịnh Bangkok

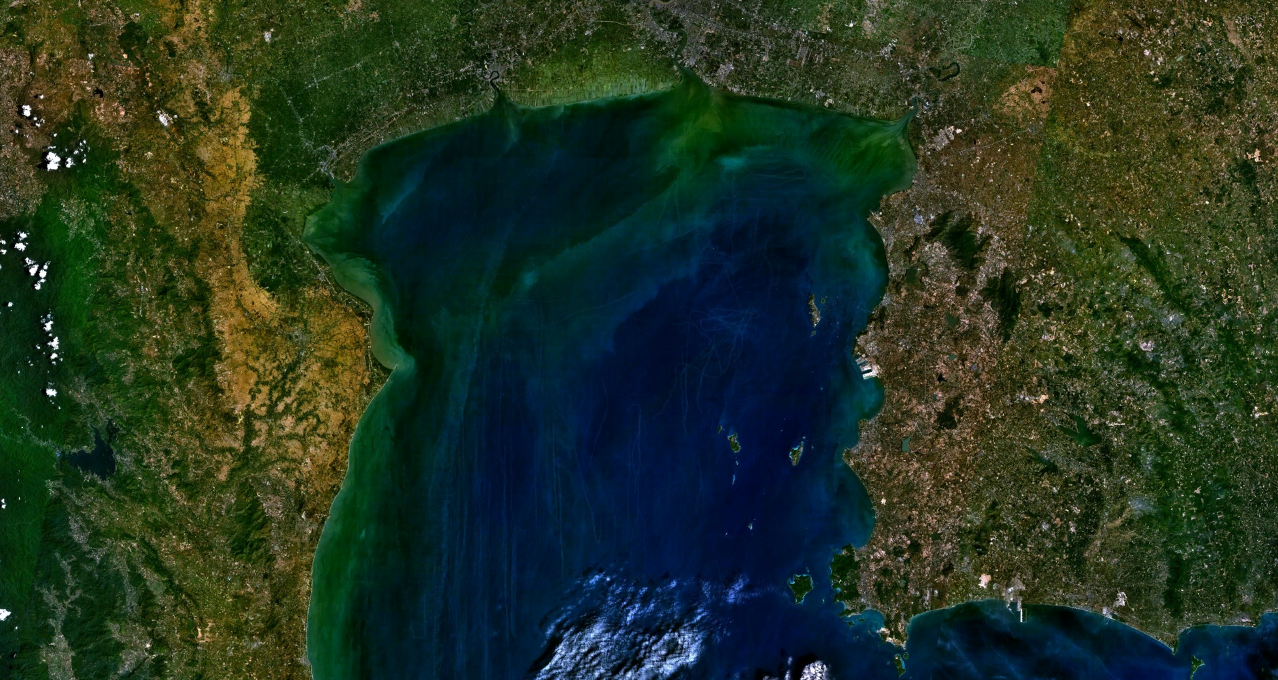
Vịnh Bangkok

Vịnh Bangkok là phần cực bắc của vịnh Thái Lan, kéo dài từ Hua Hin về phía tây và Sattahip về phía đông. Có ba sông chính ở miền trung Thái Lan đổ vào vịnh này là các sông Chao Phraya và sông nhánh của nó là Tha Chin, Mae Klong và sông Bang Pa Kong.